# Sava Dolinka
De Sava Dolinka (Duits: Wurzener Save) is een rivier in de Sloveense statistische regio Gorenjska. Deze rivier is ook een van de twee bronrivieren van de Sava. Qua lengte is het ook meteen de grootste van de twee. Qua debiet is de 4 kilometer kortere Sava Bohinjska de grootste. Ondanks dit feit wordt de Sava Dolinka echter nog steeds gezien als de grootste bronrivier. Hij ontspringt in de Zelenci en hij mondt uit in de Sava, waar hij samenvloeit met de Sava Bohinjska en zo de Sava vormt. Het debiet bij Jesenice bedraagt tevens 10 m³/s.

## Verloop

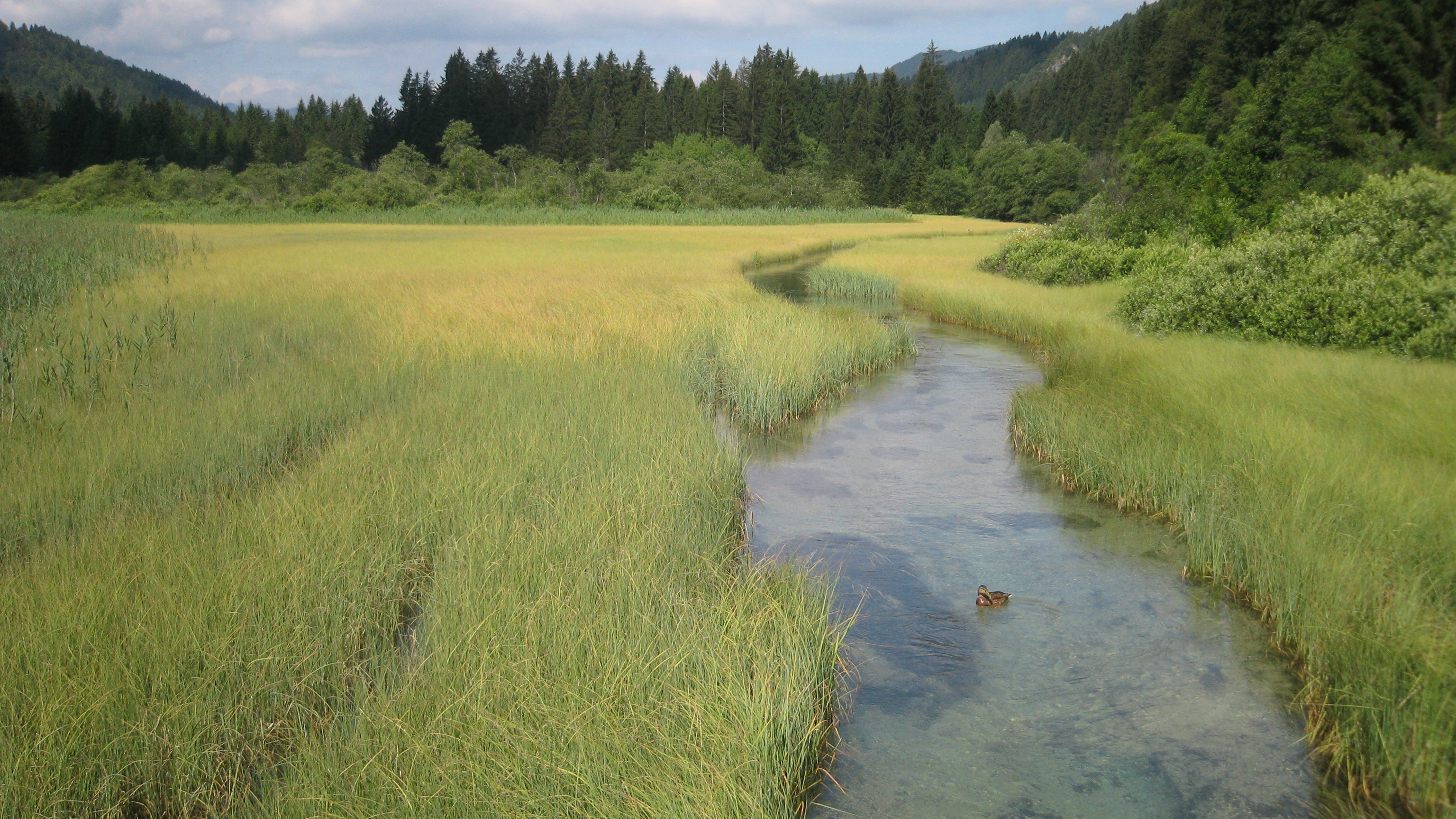
De Sava Dolinka kort na het verlaten van de Zelenci

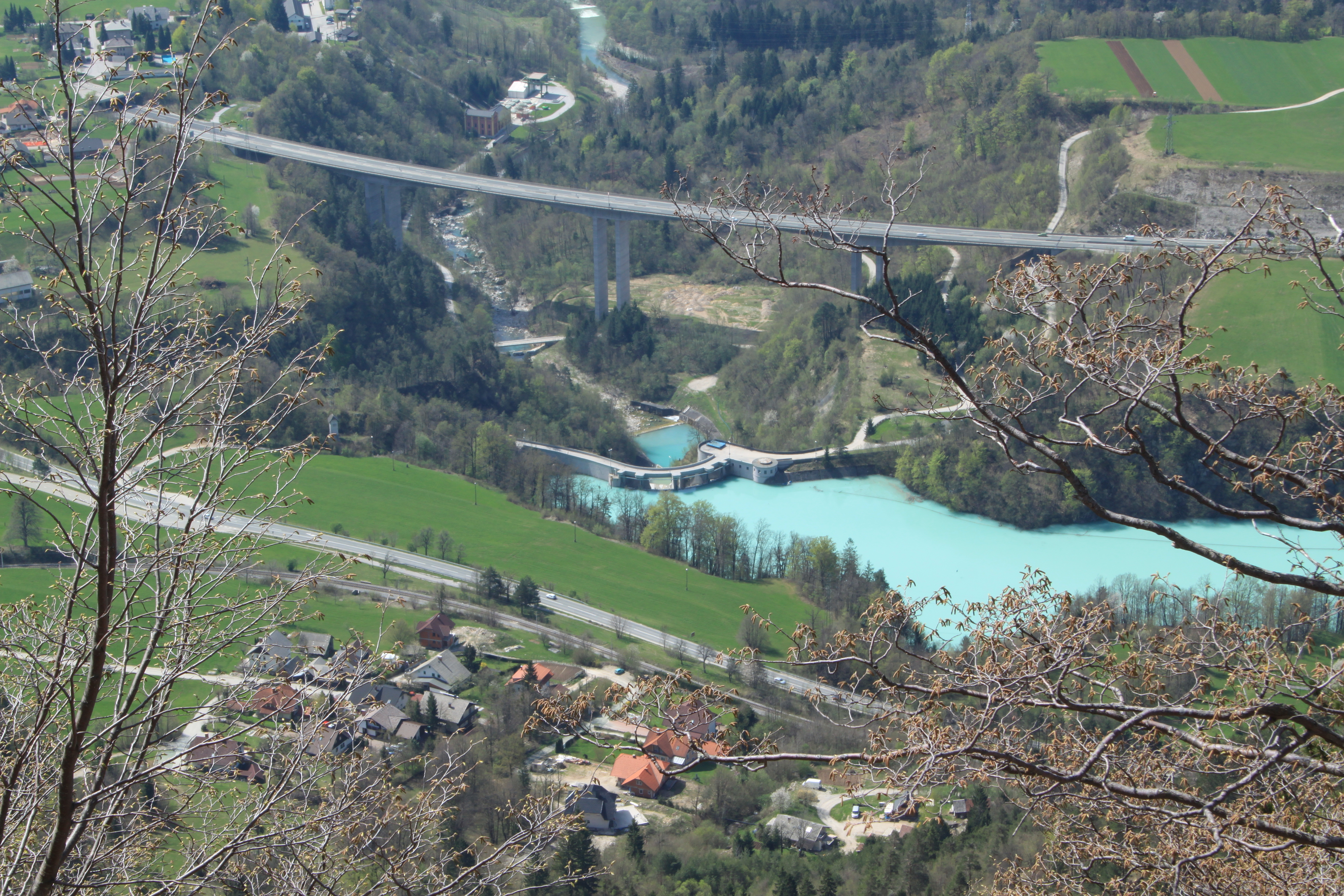
Bij de Waterkrachtcentrale van Moste

De bron van de Sava Dolinka, de Zelenci, is een karstbron die via een ondergronds grottenstelsel wordt gevoed door de Nadiža en de Trebiža. Aangezien de Nadiža van deze twee rivieren het belangrijkst is, wordt deze rivier ook wel gezien als de bovenloop van de Sava Dolinka en zo van de Sava. De Nadiža ontspringt in de wat hoger gelegen Julische Alpen, om vervolgens via een aantal ponoren in de grond in te 'zinken', vervolgens door het grottenstelsel te stromen en daarna weer bij de Zelencibron aan de oppervlakte te komen. Hier zet hij zich voort als de Sava Dolinka en stroomt hij daarna naar het plaatsje Kranjska Gora waar hij de Pišnica, een belangrijke zijrivier opneemt. Daarna stroomt de rivier nog verder en neemt ondertussen veel rivieren op. Vervolgens bereikt hij Belca om, daar meer het karakter van een vlechtende rivier te krijgen. Door inmiddels verhoogde watertoevoer in de rivier houdt hij op met vlechten en begint ter hoogte van Mojstrana meer te meanderen. Kort hierna bereikt hij Jesenice en zo de nabijgelegen Waterkrachtcentrale van Moste. Vervolgens vloeit hij samen met de Sava Bohinjska om zo de Sava te vormen.